# SN 2004il
SN 2004il – supernowa typu Ia odkryta 5 listopada 2004 roku w galaktyce A030702-0000. W momencie odkrycia miała maksymalną jasność 19,50m.